# Паван Кальян
Конидела Кальян Бабу (англ. Konidela Kalyan Babu), более известный под сценическим именем Паван Кальян (телугу పవన్ కళ్యాణ్, англ. Pawan Kalyan; род. 2 сентября 1969 года, Бапатла, Индия) — индийский актёр, режиссёр, продюсер и политик. Младший брат популярного актёра Чирандживи.

## Биография
Кальян родился в городе Бапатле, штат Андхра-Прадеш. Имя «Паван» он начал использовать после презентации боевых искусств, которую он организовал, чтобы продемонстрировать успехи в обучении. Имеет чёрный пояс по карате
Дебютировал в кино в 1996 году в фильме Akkada Ammayi Ikkada Abbayi под именем Кальян Кумар. Через год он принял участие в фильме Gokulamlo Seetha, имевшем коммерческий успех, и решил изменить псевдоним на Паван Кальян.
Ещё через год он снялся в фильме Tholi Prema, который имел коммерческий успех и получил множество наград, включая Национальную кинопремию.
В 2003 году вышел фильм Johnny, в котором Паван выступил в амплуа режиссёра, но несмотря на положительную оценку критиков, фильм провалился в прокате.
После двух лет неудач в прокате, в 2012 году актёр снялся в фильме «Габбар Сингх», сыграв полицейского. Фильм имел коммерческий успех и стал одним из самых кассовых фильмов в истории Толливуда
На следующий год в прокат вышел фильм «Путь к дому тёти», где Паван сыграл внука миллионера, который устраивается водителем в дом своей тёти, чтобы помирить её с отцом, а также заводит роман со своей кузиной. Фильм имел коммерческий успех и стал самым кассовым фильмом на телугу на тот момент, пока его рекорд не побил фильм «Бахубали: Начало».
В 2014 году основал партию «Jana Sena». Паван Калян активно выступал за объединение партий Телугу Десам и BJP в Андхре и Телангане
В 2016 году актёр снялся в фильме «Сардар Габбар Сингх», который являлся сиквелом фильма «Габбар Сингх», и как и он имел коммерческий успех.
Однако вышедший следом фильм Katamarayudu с участием Павана провалился в прокате.
В 2018 году вышел фильм Agnyaathavaasi, ставший одним из крупнейших кассовых провалов 2018 года в Толливуде. После этого актёр оставил кинематограф ради карьеры в политике.

## Личная жизнь
Паван был женат трижды. Первой женой с 1997 по 2002 годы была Нандини. Второй женой была актриса Рену Десаи, которая родила ему сына Акиру и дочку Аадхию. В 2013 году женился на русской девушке по имени Анна Лежнёва. В 2014 году у пары родилась дочь Полина, а в 2017 году — сын Марк Шанкар Паванович

## Фильмография
| Год  |   | Русское название     | Оригинальное название       | Роль                              |
| ---- | - | -------------------- | --------------------------- | --------------------------------- |
| 1996 | ф |                      | Akkada Ammayi Ikkada Abbayi | Кальян                            |
| 1997 | ф |                      | Gokulamlo Seeta             | Паван Кальян                      |
| 1998 | ф |                      | Suswagatham                 | Ганеш                             |
| 1998 | ф | Первая любовь        | Tholi Prema                 | Балу                              |
| 1999 | ф | Рожденный побеждать  | Thammudu                    | Суббу / Субраманьям / Субхаш      |
| 2000 | ф |                      | Badri                       | Бадринатх / Бадри                 |
| 2001 | ф | Счастье              | Kushi                       | «Сидду» Сидхартха Рой             |
| 2003 | ф | Джонни               | Johnny                      | Джонни                            |
| 2004 | ф | Гудумба Шанкар       | Gudumba Shankar             | Шанкар                            |
| 2005 | ф | Балу                 | Balu ABCDEFG                | Балу / Гани                       |
| 2006 | ф |                      | Bangaram                    | Бангарам                          |
| 2006 | ф | Аннаварам            | Annavaram                   | Аннаварам                         |
| 2008 | ф | Забава / Повеселимся | Jalsa                       | Санджай Саху                      |
| 2010 | ф | Тигр Карамвир        | Komaram Puli                | Комарам Пули                      |
| 2011 | ф | Праздник любви       | Teen Maar                   | Арджун Палваи / Майкл Велаюдам    |
| 2011 | ф | Когти                | Panjaa                      | Джайдев                           |
| 2012 | ф | Габбар Сингх         | Gabbar Singh                | Габбар Сингх / Венатаратнам Найду |
| 2012 | ф | Репортеры            | Cameraman Ganga Tho Rambabu | Рамбабу                           |
| 2013 | ф | Путь к дому тёти     | Attarintiki Daredi          | Гаутам Нанда / Сиддхарт «Сидду»   |
| 2015 | ф | Бог, о, мой Бог!     | Gopala Gopala               | бог Кришна                        |
| 2016 | ф | Сардар Габбар Сингх  | Sardaar Gabbar Singh        | Сардар Габбар Сингх               |
| 2017 | ф | Тхакур               | Katamarayudu                | Катамараюду                       |
| 2018 | ф |                      | Agnyaathavaasi              | Абхиджит Бхаргав                  |
| 2020 | ф |                      | Vakeel Saab                 | Adv. Konidela Sathyadev           |
| 2022 | ф |                      | Bheemla Nayak               | Bheemla Nayak                     |
| 2022 | ф |                      | Hari Hara Veera Mallu       | Veera Mallu                       |